# Cabeçudo
Cabeçudo ist eine Gemeinde (Freguesia) im portugiesischen Kreis Sertã. In ihr leben 907 Einwohner (Stand 19. April 2021).